# Phorinia verritus
Phorinia verritus là một loài ruồi trong họ Tachinidae.